# كريس دوغلاس روبرتس
كريس دوغلاس روبرتس (بالإنجليزية: Chris Douglas-Roberts)‏ مواليد 8 يناير 1987 في ديترويت، هو لاعب كرة سلة أمريكي بدأ مسيرته الاحترافية في سنة 2008 حيث تم اختياره من قبل فريق بروكلين نتس خلال الدرافت، ويحمل الرقم 6. يبلغ طوله 6 قدم 7 بوصة (2.0 م).

## فرق لعب لها
- بروكلين نتس
- ميلووكي باكز
- فيرتوس بالاكانسترو بولونيا
- دالاس مافيريكس
- شارلوت هورنتس
- لوس أنجلوس كليبرز

## إحصائيات المسيرة

### الموسم الاعتيادي
| السنة   | الفريق            | لعب | بدأ | دقيقة | ميداني% | ثلاثية | حرة   | ارتداد | صنع | استلاب | تصدي | نقطة |
| ------- | ----------------- | --- | --- | ----- | ------- | ------ | ----- | ------ | --- | ------ | ---- | ---- |
| 2008–09 | بروكلين نتس       | 44  | 3   | 13.3  | .460    | .250   | .823  | 1.1    | 1.2 | .3     | .2   | 4.9  |
| 2009–10 | بروكلين نتس       | 67  | 38  | 25.8  | .445    | .259   | .847  | 3.0    | 1.4 | .8     | .3   | 9.8  |
| 2010–11 | ميلووكي باكز      | 44  | 12  | 20.1  | .429    | .326   | .831  | 2.0    | 1.1 | .7     | .3   | 7.3  |
| 2012–13 | دالاس مافيريكس    | 6   | 0   | 10.5  | .357    | .000   | .700  | .8     | .7  | .3     | .0   | 2.8  |
| 2013–14 | شارلوت هورنتس     | 49  | 8   | 20.7  | .440    | .386   | .805  | 2.4    | 1.0 | .6     | .3   | 6.9  |
| 2014–15 | لوس أنجلوس كليبرز | 12  | 0   | 8.6   | .238    | .143   | 1.000 | 1.0    | .3  | .1     | .0   | 1.6  |
| المسيرة |                   | 222 | 61  | 19.7  | .439    | .329   | .831  | 2.1    | 1.1 | .6     | .2   | 7.1  |

### التصفيات
| السنة   | الفريق        | لعب | بدأ | دقيقة | ميداني% | ثلاثية | حرة  | ارتداد | صنع | استلاب | تصدي | نقطة |
| ------- | ------------- | --- | --- | ----- | ------- | ------ | ---- | ------ | --- | ------ | ---- | ---- |
| 2014    | شارلوت هورنتس | 4   | 0   | 17.5  | .688    | .500   | .857 | 2.0    | .5  | .0     | .0   | 9.5  |
| المسيرة |               | 4   | 0   | 17.5  | .688    | .500   | .857 | 2.0    | .5  | .0     | .0   | 9.5  |

## روابط خارجية
- كريس دوغلاس روبرتس على موقع إن بي أي (الإنجليزية)
- كريس دوغلاس روبرتس على موقع سبورتس رفرنس (الإنجليزية)
- كريس دوغلاس روبرتس على موقع كرة السلة الأوروبية.كوم (الإنجليزية)
- كريس دوغلاس روبرتس على موقع كلية كرة السلة في سبورتس رفرنس.كوم (الإنجليزية)
- كريس دوغلاس روبرتس على موقع ريلجم (الإنجليزية)
- كريس دوغلاس روبرتس على موقع بروبوليرز (الإنجليزية)
- كريس دوغلاس روبرتس على موقع سبورتس رفرنس (الإنجليزية)
- كريس دوغلاس روبرتس على موقع سبورتس رفرنس (الإنجليزية)